# ピエール・テイヤール・ド・シャルダン
ピエール・テイヤール・ド・シャルダン（Pierre Teilhard de Chardin，1881年5月1日 - 1955年4月10日）は、フランス人のカトリック司祭（イエズス会士）で、古生物学者・地質学者、カトリック思想家である。
北京原人の発見に参加。オメガ点という生命論的な考え方を提唱しウラジーミル・ヴェルナツキーと「ヌースフィア」の概念を構築した。1962年、信仰教義部会はテイヤールのいくつかの著作を、その曖昧さと教義上の誤りに基づいて非難した。その後、ベネディクト16世 (ローマ教皇)や教皇フランシスコなど、カトリックの著名人が彼の思想のいくつかについて肯定的なコメントを出している。

## 人物・来歴
主著『現象としての人間』で、キリスト教的進化論を提唱し、20世紀の思想界に大きな影響を与える。彼は創世記の伝統的な創造論の立場を破棄した。当時、ローマはこれがアウグスティヌスの原罪の教理の否定になると考えた。北京原人の発見と研究でも知られる。
テイヤールは、1881年、フランスのオーヴェルニュ地方に11人兄弟の4人目として生まれた。彼の家はルイ18世時代に叙爵された貴族の家柄である。この地方は火山性地質で、父エマニュエル・テイヤールがアマチュアの自然学者だったこともあり、テイヤールの地質学や古生物学への関心は少年時代に育まれた。1899年、イエズス会の修練院に入り、修練士として学ぶが、修道会がフランスより追放されたことで、ジャージー島へと移動し哲学を学ぶ。その後、物理学・化学の教師として、エジプト・カイロのイエズス会高等学校に派遣され、エジプトで教師として勤務しつつ、発掘調査などを個人で行う。
1911年、イギリスにおいて司祭に叙階される。パリ自然歴史博物館で、古生物学者マルブリン・ブルの弟子となる。1922年、パリ博物館で博士号を取得し、パリのカトリック学院の教授となる。同じイエズス会士エミール・リサン神父と出会ったテイヤールは中国に招かれ、地質学と考古学を学び、モンゴル、オルドス等への科学的研究旅行を行う。
1924年、パリに一時帰国したテイヤールは、上長より彼の思想に問題があることを指摘され、中国へと再び戻る。1929年10月、テイヤールとカナダ人研究者デヴィッドソン・ブラックは、パリ博物館に電報を打ち、北京原人の発見を報告する。周口店で発見された旧石器時代の石器を鑑定して、北京原人がこれらの石器を使用していたと判断した。この後、テイヤールは、ゴビ砂漠、中央アジア、インド、ビルマ、ジャワへと研究旅行に出かける。

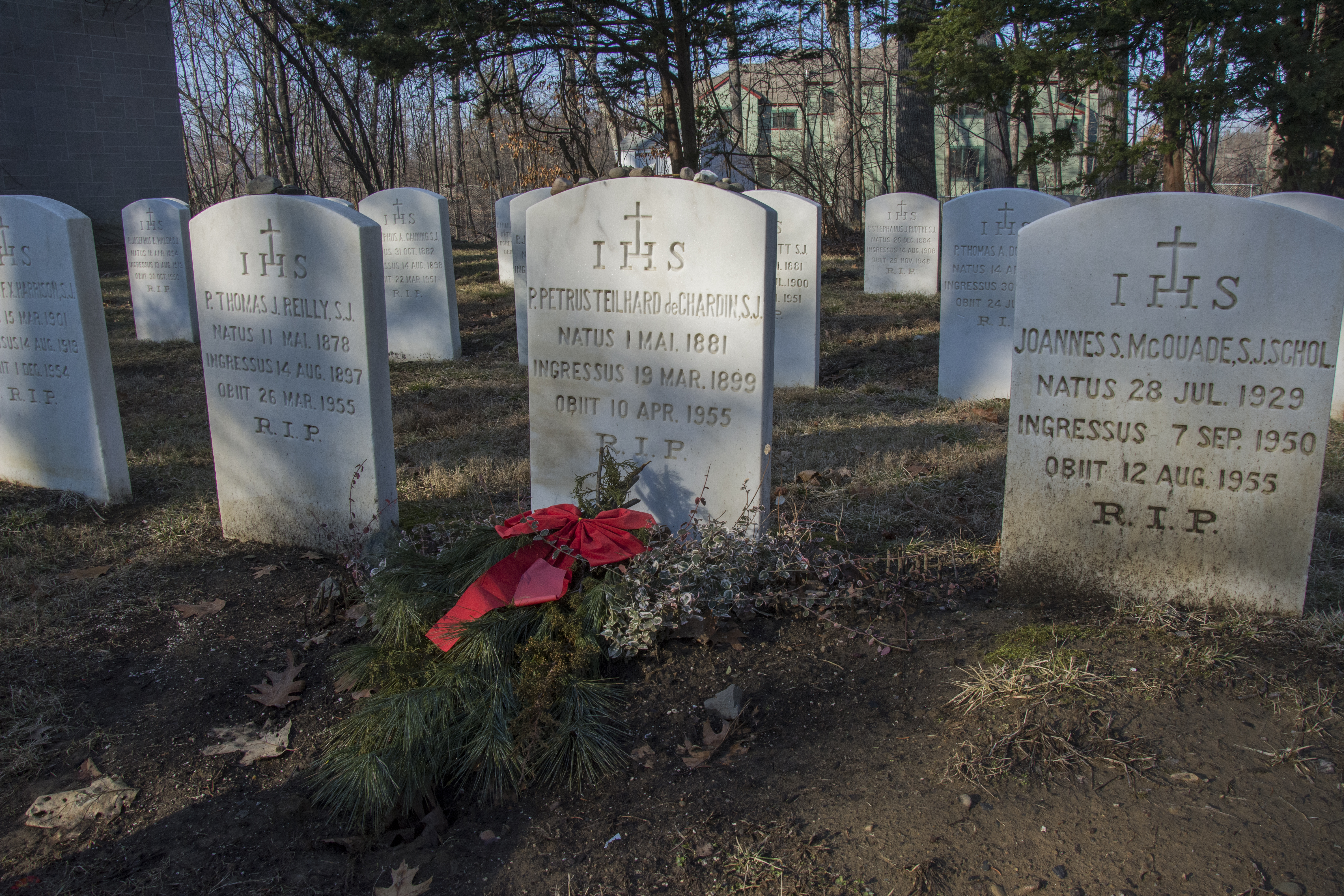
ニューヨーク州ハイドパークの旧イエズス会修練院の墓地にあるテイヤールの墓（中央）

1939年、日本軍の進出により、北京在住の外国人は軟禁状態となるが、テイヤールは、進化についての思索に没頭し、『現象としての人間 （Le Phénomène Humain）』を執筆する。
1945年の第二次世界大戦終了後、テイヤールは考古学者としての名声のなかでヨーロッパに戻るが、カトリック教会及びイエズス会はテイヤールの思想を危険なものと見做し、彼をニューヨークへと移転させる。ニューヨークで過ごす日々のあいま、彼はアフリカへと旅し、当時、発見されて間もなかった、アウストラロピテクスの研究にも携わった。
1955年、ニューヨークにてテイヤールは逝去する。ニューヨーク州ハイドパークのイエズス会修練院セント・アンドリュー・オン・ハドソン（現在はカリナリー・インスティテュート・オブ・アメリカのキャンパスとなっている）の墓地に埋葬された。『現象としての人間』は死後間もなく出版された。

## 思想
『現象としての人間』に代表されるテイヤールのキリスト教的進化論は、当時、進化論を承認していなかったローマ教皇庁によって否定され、危険思想、異端的との理由で、その著作は禁書とされた（テイヤールの死後になって、禁書処置は解かれた）。
しかし『現象としての人間』は、草稿版の複写が作成され、回覧されて、多数の人の読むところとなった。テイヤールは、古生物学上での人類の進化過程を研究し、人類の進化に関する壮大な仮説を提示した。
宇宙は、生命を生み出し、生物世界を誕生させることで、進化の第一の段階である「ビオスフェア（生物圏、Biosphère）」を確立した。ビオスフェアは、四十億年の歴史のなかで、より複雑で精緻な高等生物を進化させ、神経系の高度化は、結果として「知性」を持つ存在「人間」を生み出した。
人間は、意志と知性を持つことより、ビオスフェアを越えて、生物進化の新しいステージへと上昇した。それが「ヌースフェア（叡智圏、Noosphère）」であり、未だ人間は、叡智存在として未熟な段階にあるが、宇宙の進化の流れは、叡智世界の確立へと向かっており、人間は、叡智の究極点である「オメガ点（Ω点、Point Oméga ）」へと進化の道を進みつつある。
「オメガ」は未来に達成され出現するキリスト（Christ Cosmique）であり、人間とすべての生物、宇宙全体は、オメガの実現において、完成され救済される。これがテイヤールのキリスト教的進化論であった。

## カトリック教会との関係
信仰教義部会はテイヤールの生前と1962年の勅令の時点で存在していた禁書目録には、テイヤールの著作を一切載せなかった。
その後間もなく、著名な聖職者たちがテイヤールの著作を神学的に強力に擁護した。アンリ・ドゥ・リュバック（後に枢機卿）は1960年代にテイヤール・ド・シャルダンの神学について3冊の包括的な本を書いた。ドゥ・リュバックはテイヤールがいくつかの概念において正確さに欠けていたと言及しながら、テイヤール・ド・シャルダンの正統性を認め、テイヤールの批判者たちに反論している。「感情によって知性を鈍らせたテイヤールの多くの論者について心配する必要はない」。その10年後、教皇ベネディクト16世となるドイツの神学者ヨーゼフ・ラッツィンガーは、ラッツィンガーの『キリスト教入門』でテイヤールのキリスト論を熱烈に語っている。
その後、数十年にわたり著名な神学者や枢機卿を含む聖職者たちが、テイヤールの考えを賞賛する文章を書き続けている。1981年、アゴスティーノ・カサロリ枢機卿は、バチカンの新聞『l'Osservatore Romano』の一面に次のように書いた。
1981年7月20日、聖座はカサローリ枢機卿とフランヨ・シュペール枢機卿の協議の結果、この書簡はテイヤールの著作には曖昧さと重大な教義上の誤りがあると指摘した1962年6月30日に聖庁が出した警告の立場を変えるものではないと述べている。
ラッツィンガー枢機卿は著書『典礼の精神』の中で、カトリックのミサの試金石としてテイヤールのヴィジョンを次のように取り入れている。
エイヴリー・ダレス枢機卿は2004年に次のように述べている。
クリストフ・シェーンボルン枢機卿は2007年に次のように書いている。
2009年7月、バチカン報道官のフェデリコ・ロンバルディは「今では誰も（テイヤールは）研究されるべきではない異端の作家であると言おうとは思わないだろう」と述べている。
ドナル・ドール（神学者）は2020年の著書でテイヤールに言及している。『今日のための信条。私たちの新しい地球意識のための信仰とコミットメント。』
教皇フランシスコは回勅『Laudato si'』の中でテイヤールの終末論的な貢献に言及している。

## 批判と意味
テイヤールは、古生物学と生物進化に関する学識と洞察によって、壮大な科学的進化の仮説を提示した。しかし、テイヤールの進化論は、実証科学の立場より批判を受けた。
テイヤールの主張は、進化に関する科学的事実に基づいた記述を行いつつ、科学では実証されていないし、確認もできない想像領域で臆断的な命題を導入し、論理的誤謬の上に、その進化論を築いていると言うものである。
実証科学においては、テイヤールの誤謬は明確である。しかし、哲学的ヴィジョンとしては、オメガすなわちキリスト、全知全能の神が、進化の目的であり、進化の極致にあって神が生まれるとの思想は、20世紀にあって独自な思想であった。

## 著作
- Le Phénomène Humain　（1955年）　「現象としての人間」
- L'Apparition de l'Homme　（1956年）
- La Vision du Passé　（1957年）
- Le Milieu Divin　（1957年）
- L'Avenir de l'Homme　（1959年）
- L'Énergie Humaine　（1962年）
- L'Activation de l'Énergie　（1963年）
- La Place de l'Homme dans la Nature　（1965年）　「自然のなかの人間の位置」
- Science et Christ　（1965年）　「科学とキリスト」
- Comment je crois　（1969年）
- Les Directions de l'Avenir　（1973年）
- Écrits du Temps de la Guerre　（1975年）
- Le Cœur de la Matière　（1976年）

邦訳
- 『テイヤール・ド・シャルダン著作集』 全11巻　みすず書房
- 『愛について』 1974年（山崎庸一郎訳、ISBN 9784622004004）みすず書房
- 『神のくに・宇宙讃歌』 1984年（宇佐見英治・山崎庸一郎訳、ISBN 9784622003618）みすず書房
- 『現象としての人間』 1985年（美田稔訳、ISBN 9784622003632）みすず書房
- 『新訳 神の場―内面生活に関するエッセイ』 2006年（美田稔訳、ISBN 9784772704496）五月書房
- 『物質の核心』 2009年（美田稔訳、ISBN 9784872320138）カトリック淳心会オリエンス宗教研究所

## テイヤール・ド・シャルダン奨学金
上智大学には、テイヤール・ド・シャルダンを記念して制定された「テイヤール・ド・シャルダン奨学金」がある。